# Acerra (objeto)

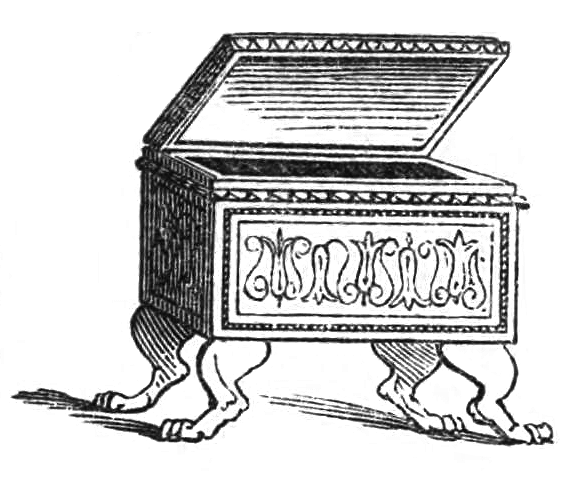
Ilustração de uma acerra no The illustrated companion to the Latin dictionary, and Greek lexicon, 1849

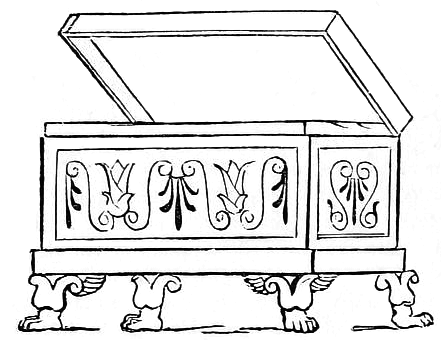
Ilustração de uma acerra no A Dictionary of Greek and Roman Antiquities 1854

Na tradição sacrificial da Roma Antiga, uma acerra (em grego: λιβανωτρίς) era uma caixa de incenso usada durante os sacrifícios. O incenso era tirado de dentro da acerra e deixado cair sobre o altar ardente; assim, temos a expressão de acerra libare (turíbulo).
O acerra também era, de acordo com Festo, um pequeno altar, montado antes da morte, em que perfumes eram queimados. Havia uma lei nas Lei das Doze Tábuas, que restringia o uso de acerrae a funerais.